# 髙橋悠
髙橋 悠（たかはし ひろ、1980年12月20日 - ）は、日本のバレーボール指導者である。

## 来歴
神奈川県高座郡寒川町出身。
国際武道大学卒業後、2003年、Vリーグ女子（当時1部リーグ）に所属する茂原アルカスのコーチに就任。
2006年、茂原アルカスが廃部となる。以降もV・プレミアリーグ女子（当時Vリーグ1部リーグ）に所属するチームでのコーチを務め、同年、トヨタ車体クインシーズのコーチに就任。6シーズンコーチを務めた。2012年、NECレッドロケッツのコーチに就任。こちらでは8シーズンコーチを務めた。NECはV・プレミアリーグで2014/15シーズンと2016/17シーズンに優勝。
2020年5月、V.LEAGUE DIVISION2 WOMEN（V2女子）に所属する群馬銀行グリーンウイングスのコーチに就任。その後、2020/21シーズンが始まる前に石原昭久が監督を勇退したため、後任として監督に就任した。2020/21シーズン、V2女子で優勝し、V・チャレンジマッチのV1・V2入替戦に出場。しかし、入替戦で敗れV1昇格ならず。2021/22シーズンもV2女子で準優勝しV・チャレンジマッチのV1・V2入替戦に出場するが、V1昇格はならなかった。
2022年、群馬銀行グリーンウイングスを退団。V1女子のトヨタ車体クインシーズ（現・クインシーズ刈谷）に10シーズンぶりに復帰し、監督に就任した。
2025年5月、退任が発表された。

## 指導歴
- 茂原アルカス コーチ（2003-2006年）
- トヨタ車体クインシーズ コーチ（2006-2012年）
- NECレッドロケッツ コーチ（2012-2020年）
- 群馬銀行グリーンウイングス 監督（2020-2022年）
- トヨタ車体クインシーズ/クインシーズ刈谷 監督（2022-2025年）